# Orleanesia yauaperyensis
Orleanesia yauaperyensis är en orkidéart som beskrevs av João Barbosa Rodrigues. Orleanesia yauaperyensis ingår i släktet Orleanesia och familjen orkidéer. Inga underarter finns listade i Catalogue of Life.

## Bildgalleri

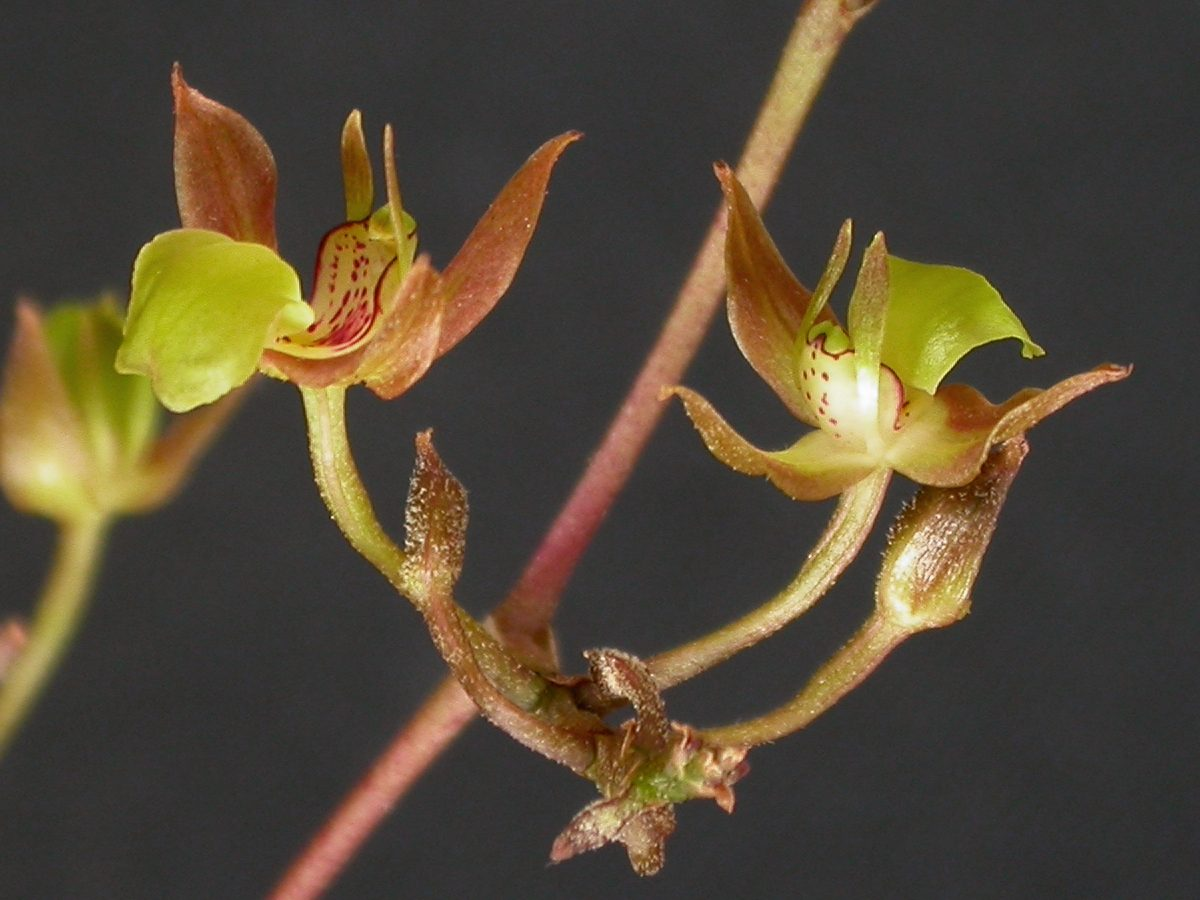